# Atypidae
Famille
Synonymes
- Calommatidae Thorell, 1887

Les Atypidae sont une famille d'araignées mygalomorphes.

## Distribution

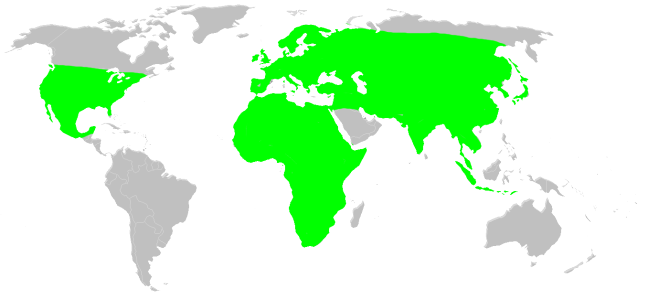
Distribution

Les espèces de cette famille se rencontrent  en Europe  (Atypus uniquement), en Amérique du Nord  (Sphodros et Atypus), ainsi qu'en Asie et Afrique (Atypus et Calommata).
Atypus affinis, A. muralis et A. piceus sont les seules espèces de cette famille trouvées en Europe, et elles sont les seules « mygalomorphes » de toute l'Europe du nord-ouest.

## Description
Ces mygales possèdent des lames maxillaires et vivent dans un terrier prolongé par un tube de soie. 
Elles sont plus fréquentes dans de la terre souple (calcaire) ou dans des détritus.
Dimorphisme sexuel : les mâles sont parfois de couleur vive et errent à la recherche de femelles dans leur tube. Les femelles sont brun rougeâtre ou de couleur foncée.
Tailles : les espèces d' Atypus du Sud  mesurent de 7 à 21 mm pour les femelles, et environ 12 mm pour les mâles.
Les Calommata de ces régions atteignent 23-30 mm pour les femelles, mais sans dépasser 7 mm pour les mâles.

## Biologie et comportement
Les Atypus construisent toutes un tube individuel de soie, parallèle à la surface du sol. Ce tube mesure jusqu'à 8 cm pour sa partie aérienne (plus ou moins horizontale), et jusqu'à environ 20 cm pour sa partie enterrée (verticale). L'araignée repose au fond de ce tube. Quand une proie (insecte, petit invertébré) marche sur la partie exposée du tube, l'araignée, alertée par les vibrations transmises par la soie du tube, accourt et poignarde sa proie de ses chélicères directement à travers la soie. Elle fend ensuite sa soie (qu'elle réparera ensuite) pour trainer sa proie à l'intérieur du tube où elle sera mangée. 
Les Calommata ont un comportement différent : elles ne construisent pas de tube de soie mais vivent dans un terrier d'où elles attaquent leurs proies.
Sphodros appose habituellement ses tubes contre un tronc d'arbre.
Les Atypidae présentent des chélicères disproportionnées par rapport à leur taille et de relativement longues filières (mais pas autant que celles trouvées chez les Dipluridae). 

## Reproduction
l'Atypus affinis mâle, en saison de reproduction, quitte son terrier et part à la recherche de femelles.
Quand il trouve un terrier de femelle, il frappe provisoirement sur la paroi du tube de soie dans lequel la femelle vit, laquelle, si elle est réceptive, l'acceptera dans l'enceinte du terrier. 
Les deux araignées s'accouplent alors et cohabiteront jusqu'à ce que le mâle meurt et que la femelle le mange. 
La femelle produit ensuite un sac d'œufs et se cache dans son terrier. Il faut attendre l'été suivant pour que les œufs éclosent, et le printemps suivant pour que les araignées quittent le terrier de leur mère et partent rechercher un lieu approprié pour construire leur propre tanière et tube de soie.

## Paléontologie
Cette famille est connue depuis le Crétacé.

## Taxonomie
Cette famille rassemble 54 espèces dans trois genres actuels.

## Liste des genres
Selon World Spider Catalog (version 20.0, 22/01/2019) :
- Atypus Latreille, 1804
- Calommata Lucas, 1837
- Sphodros Walckenaer, 1835

Selon The World Spider Catalog (version 19.5, 2019) :
- †Ambiortiphagus Eskov & Zonstein, 1990

## Publication originale
- Thorell, 1870 : On European spiders. Nova Acta Regiae Societatis Scientiarum Upsaliensis, sér. 3, vol. 7, p. 109-242 (texte intégral).